# Neoliodes terrestris
Neoliodes terrestris är en kvalsterart som först beskrevs av Wallwork 1963.  Neoliodes terrestris ingår i släktet Neoliodes och familjen Neoliodidae. Inga underarter finns listade i Catalogue of Life.